# Гейррод (супутник)
Гейррод, також S/2004 S 38 — природний супутник Сатурна. Відкритий Скоттом Шеппардом, Девідом Джуїттом та Дженом Кліною 8 жовтня 2019 року після спостережень, проведених у період з 12 грудня 2004 року по 22 березня 2007 року. Постійну назву було присвоєно у серпні 2021 року. 24 серпня 2022 року був названий на честь Гейррода, йотуна зі скандинавської міфології.
Діаметр Гейррода — близько 4 км, велика піввісь — 23 006 200 км, орбітальний період — 1210,7 земної доби, обертається навколо Сатурна з прямим напрямком під нахилом 155° до площини екліптики, ексцентриситет орбіти — 0,381.